# Марк Аурел Стейн
Марк Аурел Стейн е британски археолог, познат от неговите изследвания и археологически открития в Централна Азия. Преподава в индийски университети. Единодушно го смятат за най-великия пътешественик в Азия от Марко Поло насам. Стейн е също етнограф, географ, лингвист и изследовател. Неговата колекция от книги и ръкописи от пещерите Дунхуан са важни за изучаване историята на Централна Азия както и на изкуството и литературата на Будизъм. Той написва няколко тома за своите експедиции и открития, които включват Античният Хотан, Сериндия и Непознатата Азия.

## Биография
Стейн е роден на 26 ноември 1862 г. в еврейското семейство на Натан Стейн и Анна Хиршлер в Будапеща, Кралство Унгария. Неговите родители и сестра му запазват като свое вероизповедание юдаизма, докато Марк Аурел и брат му Ернест Едуард са кръстени като лутеранци. В дома на семейството се говори немски и Унгарски език,

### Експедиции
Стейн е повлиян от изследването на Свен Хедин „През Азия“ от 1898 година.  През юни същата година той търси помощ от Рудолф Хоенрле и получава сътрудничество да изследват Централноазиатски антики. Хоенрле е ентусиазиран, тъй като той вече е разкодирал двата ръкописа Веберски и Бауерски познати като най-древните папирусни и хатиени ръкописи от Древна Индия по това време, но е имал съмнение за обстоятелствата за тяхното намиране и автентичност. Той препоръчва Стейн да изготви предложение за експедиция, което да внесе в администрацията на Пенджаб  и Индия. Стейн последвал съвета и подготвил предложението да изследва, картографира и изучи античността на Централна Азия според препоръките на Хоенрле. С негово съдействие получава бързо разрешение и през януари 1899 година Стейн организира първата си експедиция. Следват разрешения и планиране на експедиции в други части на Тибет  и Централна Азия, където руснаци и германци вече проявяват интерес. Стейн извършва великите си експедиции с финансовата подкрепа на правителствата на Пенджаб  и Британска Индия. Това е началото на четирите експедиции, които Стейн прави в Централна Азия  през 1900-1901, 1906-1908, 1913-1916 и 1930 години. 
Марк Стейн изважда на светлина съкровищата на велики цивилизации, които до тогава са били скрити за света. Едно от значимите му открития по време на първата експедиция 1900-1901 е  оазисът Дандан Ойлик в пустинята Такламакан, където успява да разкрие множество реликви. По време на третата си експедиция 1913-1916 той разкопава Хара-Хото.  По-късно Стейн открива в планината Памир следи от изчезналата Каменна кула, която през 2 век  Клавдий Птолемей определя като средата на Път на коприната.
Колекцията в Британската библиотека на Китайски, Тибетски и Тангутски ръкописи и документи на древни езици разкрити от Стейн е резултат от неговите пътувания през Централна Азия в периода 1920-1930 година. Той открива и изследва ръкописи на изгубени езици и описва множество археологически места особено в  Иран и Белуджистан (Пакистан).
Най-великото откритие на Стейн е през 1907 на Пещери Могао, познати също като „Пещерите на стоте Буди“, близо до Дунхуан. Там той открил печатно копие на Диамантената сутра, най-старият печатен текст в света, от 868 Сл. Хр.заедно с още 40000 други манускрипти. 
Почивките от пътуванията в Централна Азия Стейн прекарва повечето време като живее в палатка в индийската провинция Гандербал. Тук той превежда редица древни ръкописи на английски език.  
Четвъртата експедиция в Централна Азия обаче завършва неуспешно. Стейн не публикува нищо от тази експедиция. Други изследователи по това време пишат за конфликта и съревнованието между Британските и Американските интереси в Китай (между Харвардски университет и Британската библиотека.

### Личен живот
Стейн е придружаван навсякъде от кучето си (седем на брой, винаги именувани Даш). При една от неговите експедиции в планината Кунлуншан на 6300 м н.в. го застига буря, в която изследователят измръзва и му ампутират пръстите на десния крак. Това не преустановява азиатските му изследвания. 
Стейн говори 10 от съвременните езици на света и още толкова, считани за "класически", от езиците на Азия. Той става Британски гражданин през 1904г.  Умира в Кабул на 26 Октомври 1943 и е погребан там.

## Голямата игра
Стейн и неговите конкуренти Свен Хедин, Сър Френсис Йънгхъзбанд и Николай Пържевалски, са активни участници в Британско-Руските усилия за въздействие в Централна Азия  т.н. Голямата игра. Техните изследвания са подкрепяни от Британската и Руската империи докато те попълват останалите „бели петна“ на картите, предоставяйки ценна информация и създавайки "сфера на влияние" за археологическите проучвания, както и за политическо влияние.
Днес съкровищата, които сър Стейн открива за света по време на преминатите пеш или с кервани над 100 000 мили из най-труднодостъпните части на Азия се съхраняват в музеите на 12 страни. Археологическите находки са разпределени между Британски музей, Британска библиотека, Музея в Шринагар, Националния музей на Индия и други.

## Заслуги
Стейн получава множество награди и признания през целия си творчески път. През 1909г. е награден с Медалът на Кралското Географско Дружество за неговите изключителните изследвания в Централна Азия и в частност за неговата археологическа работа. Получава признания и медали от Азиатски, Европейски и Американски научни организации и университети. 

## Публикации
- 1896. "Notes on the Ancient Topography of the Pīr Pantsāl Route." Journal of the Asiatic Society of Bengal, Vol. LXIV, Part I, No. 4, 1895. Calcutta 1896.
- 1896. Notes on Ou-k'ong's account of Kaçmir. Wien: Gerold, 1896. Published in both English and German in Vienna.
- 1898. Detailed Report on an Archaeological Tour with the Buner Field Force, Lahore, Punjab Government Press.
- 1900. Kalhaṇa's Rajatarangini IAST – A Chronicle of the Kings of Kaśmīr IAST, 2 vols. London, A. Constable & Co. Ltd. Reprint, Delhi, Motilal Banarsidass, 1979.
- 1904 Sand-Buried Ruins of Khotan, London, Hurst and Blackett, Ltd. Reprint Asian Educational Services, New Delhi, Madras, 2000 Sand-Buried Ruins of Khotan: vol.1
- 1905. Report of Archaeological Survey Work in the North-West Frontier Province and Baluchistan, Peshawar, Government Press, N.W. Frontier Province.
- 1907. Ancient Khotan: Detailed report of archaeological explorations in Chinese Turkestan, 2 vols. Clarendon Press. Oxford.[13] Ancient Khotan: vol.1 Ancient Khotan: vol.2
- 1912. Ruins of Desert Cathay: Personal Narrative of Explorations in Central Asia and Westernmost China, 2 vols. London, Macmillan & Co. Reprint: Delhi. Low Price Publications. 1990. Ruins of Desert Cathay: vol.1 Ruins of Desert Cathay: vol.2
- 1918. "Routes from the Panjab to Turkestan and China Recorded by William Finch (1611)." The Geographical Journal, Vol. 51, No. 3 (Mar., 1918), pp. 172–175.
- 1921a. Serindia: Detailed report of explorations in Central Asia and westernmost China, 5 vols. London & Oxford, Clarendon Press. Reprint: Delhi. Motilal Banarsidass. 1980.[13] Serindia: vol.1 Serindia: vol.2 Serindia: vol.3 Serindia: vol.4 Serindia: vol.5
- 1921b. The Thousand Buddhas: ancient Buddhist paintings from the cave-temples of Tung-huang on the western frontier of China.[13] The Thousand Buddhas: vol.1
- 1921c. "A Chinese expedition across the Pamirs and Hindukush, A.D. 747". Indian Antiquary 1923.[14]
- 1923 Memoir On Maps Of Chinese Turkistan
- 1923 Memoir on Maps of Chinese Turkistan and Kansu: vol.1
- 1925 Innermost Asia: its geography as a factor in history. London: Royal Geographical Society. Geographical Journal, Vol. 65, nos. 5–6 (May- June 1925)
- 1927 Alexander's Campaign On The Indian North-west Frontier. The Geographic Journal, (Nov/Dec 1927)
- 1928. Innermost Asia: Detailed Report of Explorations in Central Asia, Kan-su and Eastern Iran, 5 vols. Oxford, Clarendon Press. Reprint: New Delhi. Cosmo Publications. 1981.[13] Innermost Asia: vol.1 Innermost Asia: vol.2 Innermost Asia: vol.3 Innermost Asia: vol.4
- 1929. On Alexander's Track to the Indus: Personal Narrative of Explorations on the North-West Frontier of India. London, Macmillan & Co. Reprint: New York, Benjamin Blom, 1972.
- 1932 On Ancient Central Asian Tracks: Brief Narrative of Three Expeditions in Innermost Asia and Northwestern China. Reprinted with Introduction by Jeannette Mirsky. Book Faith India, Delhi. 1999.
- 1933 On Ancient Central-Asian Tracks: vol.1
- 1937 Archaeological Reconnaissances in North-Western India and South-Eastern Īrān: vol.1
- 1940 Old Routes of Western Iran: Narrative of an Archaeological Journey Carried out and Recorded, MacMillan and co., limited. St. Martin's Street, London.
- 1944. "Archaeological Notes from the Hindukush Region". Royal Asiatic Society|J.R.A.S., pp. 1–24 + fold-out.

Подробен списък на публикациите на Стей е наличен в Handbook to the Stein Collections in the UK, pp. 49–61.